# Sergia Plautilla
Sergia Plautilla war die Mutter des im Jahr 30 geborenen römischen Kaisers Nerva.
Sergia Plautilla ist lediglich durch die Inschrift einer Statuenbasis bekannt, die im 16. Jahrhundert in Rom gefunden wurde, sich 1664 in der Abtei San Benigno in Genua befand und seit dem 19. Jahrhundert verschollen ist. Sie lautete:
| Sergiae Laenatis f(iliae) Plautillae matri Imp(eratoris) Nervae Caesaris Aug(usti) | „Der Sergia des Laenas Tochter, Plautilla, der Mutter des Imperators Nerva Caesar Augustus“ |

Die Inschrift wird während der kurzen Regierungszeit Nervas zwischen den Jahren 96 und 98 gesetzt worden sein. Jacob Spon vermerkte im Jahr 1679 zur Inschrift, dass diese Frau und Mutter Nervas den antiken Geschichtsschreibern unbekannt sei. Laut der Inschrift war Sergia Plautilla die Tochter eines Laenas. Schon Paul von Rohden und Hermann Dessau vermuteten hinter dem Vaternamen den Suffektkonsul des Jahres 33 und curator aquarum – Vorsteher des Wasserleitungswesens – von 34 bis 38 Gaius Octavius Laenas. Octavius Laenas war in diesem Amt Nachfolger des Juristen Marcus Cocceius Nerva, Suffektkonsul des Jahres 21 oder 22 und curator aquarum seit 24, der auf Capri, wohin er Tiberius begleitet hatte, im Jahr 33 Suizid begangen hatte. Dieser war laut Frontin der Großvater Nervas. Mit dessen Sohn, dem ebenfalls als Juristen bekannten Marcus Cocceius Nerva, hatte der homo novus Octavius Laenas seine Tochter Sergia Plautilla in einem nicht bekannten Jahr verheiratet, während er seinen Sohn Octavius Laenas mit Rubellia Bassa, der Tochter wohl des Gaius Rubellius Blandus, vermählen ließ und somit weitläufige verwandtschaftliche Beziehungen zum julisch-claudischen Kaiserhaus aufbaute.
Aus der Verbindung von Sergia Plautilla mit Marcus Cocceius Nerva ging der spätere Kaiser Nerva hervor. Zudem hatten sie eine Tochter, Cocceia, die Lucius Salvius Otho Titianus, den Bruder des Kaisers Otho, heiratete. Ob Sergia Plautilla noch lebte, als sie während der Regierungszeit ihres Sohnes durch Statue und Inschrift geehrt wurde, ist unbekannt.